# Fjälster

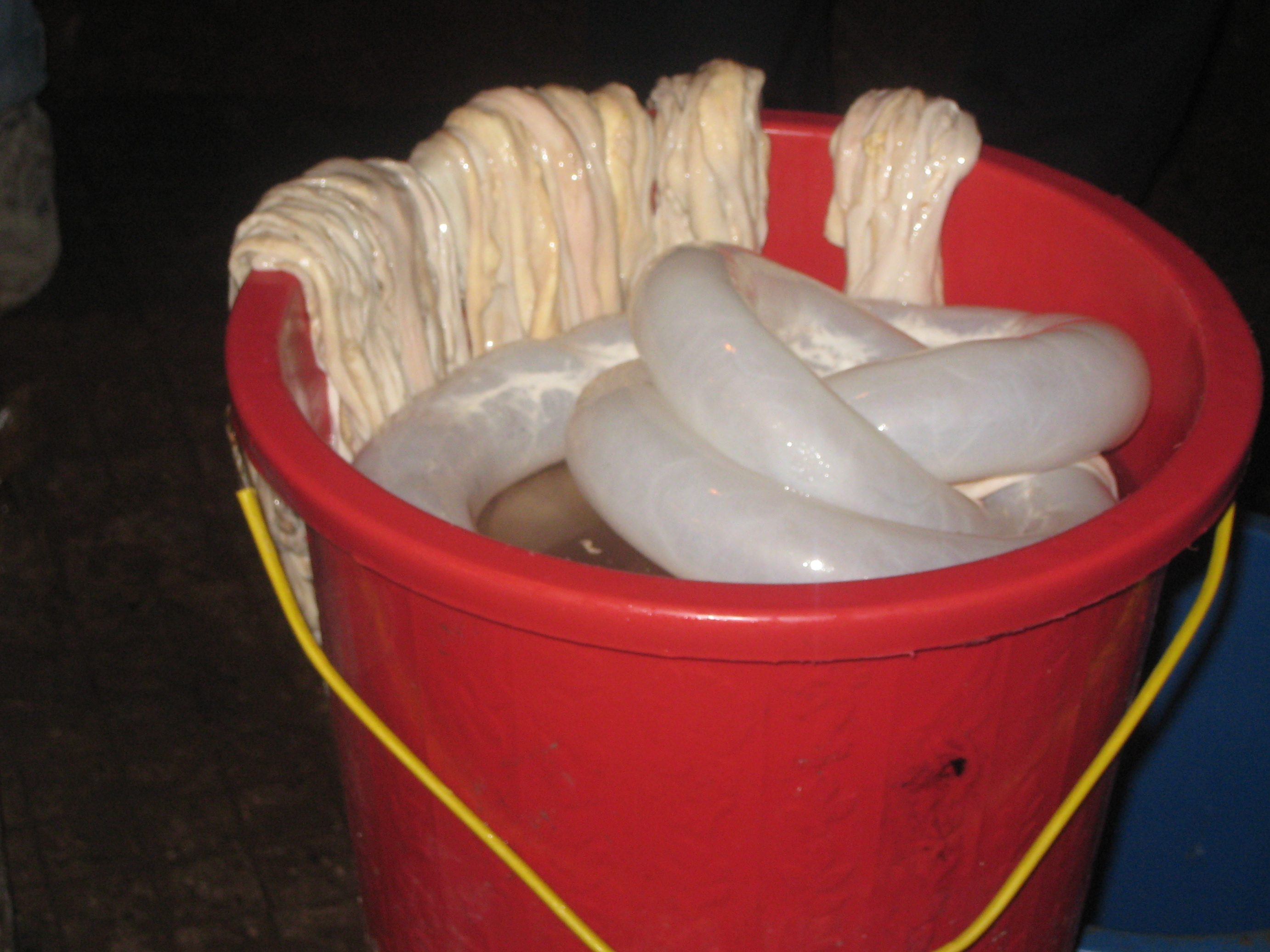
Fjälster från ko och får

Fjälster (ibland fjölster) är rengjorda djurtarmar från gris, får eller nötkreatur som används som korvskinn.
- Fårfjälster passar bra till smalare korvar. Diametern är ofta 18–30 mm.[1][2][3]
- Svinfjälster är medelgrova och passar till exempel till isterband. Diameter är ofta 24–40 mm.[2][3]
- Krokfjälster är krokig tarm av nöt. Diametern är runt 34–43 mm och passar till lite grövre korvar som falukorv och värmlandskorv.[2]
- Rakfjälster är rak tarm av nöt. Raktarmen ger tjocka korvar och passar till exempelvis till medwurst. Diametern är 50–55 mm.[2][3]

Standardförpackningen för fjälster hos de större företagen är ofta knippen om 100 yards, vilket motsvarar cirka 90 meter och ger en hel del korv. Krokfjälster finns oftast i butik kring jul och påsk i mindre förpackningar.
Utöver fjälster finns även konstgjorda korvskinn av exempelvis cellulosa, pappersmaterial, plast, tyg eller kollagen.

## Etymologi
Ordet fjälster kan härledas till fornsvenskans fiæla, jämför med isländskan fela ’gömma’, ’dölja’. Dialektalt används fjäla i betydelsen förse med fjälster, det vill säga stoppa korv.